# Alchemilla heterotricha
Alchemilla heterotricha é uma espécie de rosácea do gênero Alchemilla, pertencente à família Rosaceae.

## Descrição
É uma erva de folha persistente. O fruto é do tipo aquênio, isso é, um fruto que se desenvolve a partir de um carpelo ou gineceu e, na maturidade, compreende um exocarpo seco, um mesocarpo seco e um endocarpo seco que estão conectados a uma casca de semente por um funículo.

## Distribuição
A distribuição nativa dessa espécie é no bioma temperado da Europa, da Grécia à Sérvia.